# USA PATRIOT Act

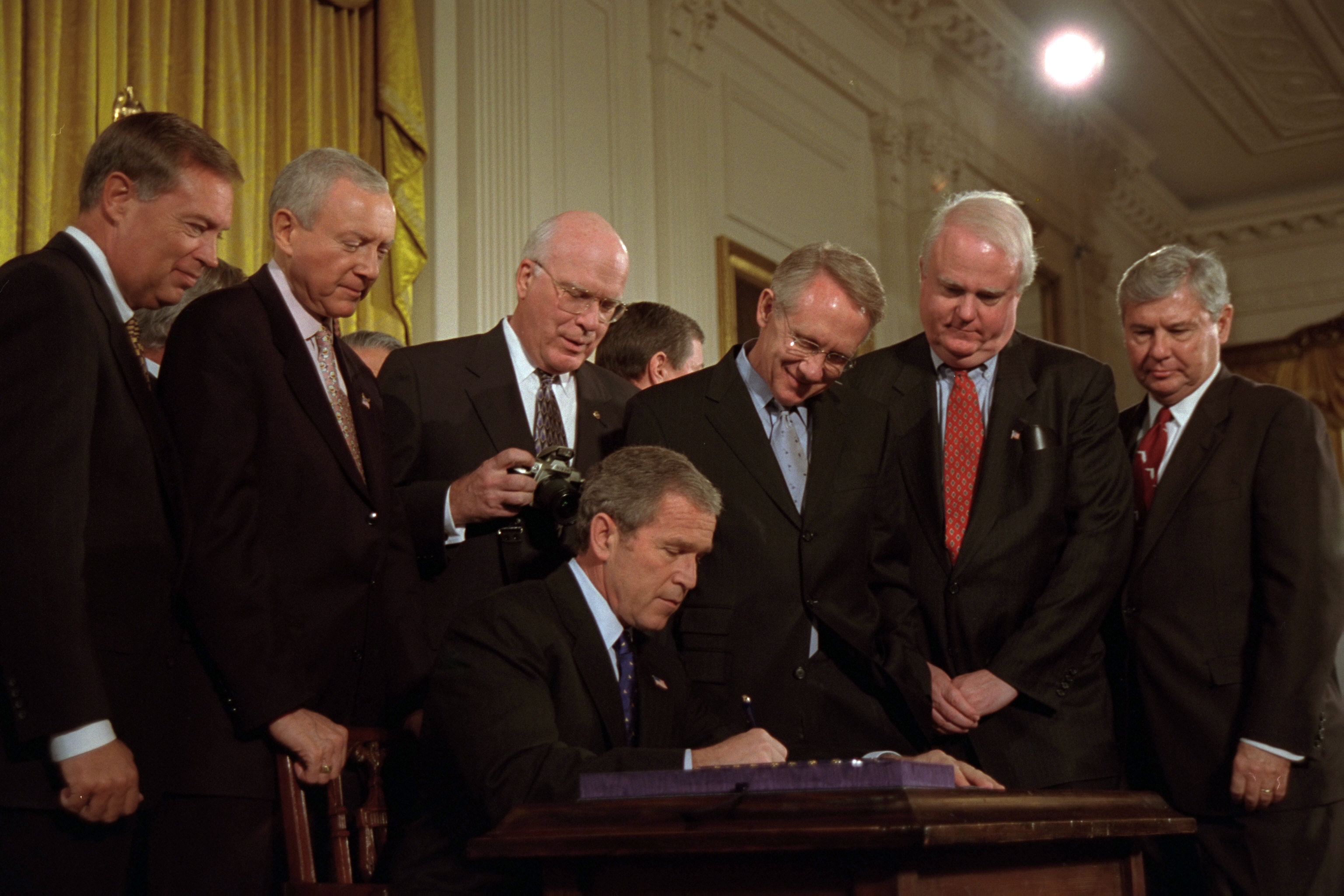
Președintele George W. Bush în timp ce semnează legea, 26 octombrie 2001.

USA PATRIOT Act (cunoscut în mod obișnuit sub numele de Patriot Act) a fost o lege adoptată de Congresul Statelor Unite și semnat de președintele George W. Bush. Denumirea oficială a statutului este „Uniting and Strengthening America by Providing Appropriate Tools Required to Intercept and Obstruct Terrorism Act of 2001”, tradus: „Unirea și întărirea Americii prin furnizarea de instrumente adecvate necesare pentru a intercepta și a împiedica terorismul”.
Patriot Act a fost adoptat în urma atentatelor din 11 septembrie 2001 și a atacurilor cu antrax din 2001, cu scopul declarat de a înăspri în mod dramatic securitatea națională a SUA, în special în ceea ce privește terorismul străin. În general, actul a inclus trei prevederi principale:
- Abilitățile de supraveghere extinse ale forțelor de ordine, inclusiv prin accesarea telefoanelor interne și internaționale;
- Comunicare mai ușoară între agenții pentru a permite agențiilor federale să utilizeze mai eficient toate resursele disponibile în eforturile de combatere a terorismului;
- Pedepse mai mari pentru infracțiunile de terorism și o listă extinsă de activități care ar putea fi calificate pentru acuzații de terorism.

Legea este controversată din cauza autorizației sale de detenție pe perioadă nedeterminată fără judecată a imigranților și datorită permisiunii acordate forțelor de ordine de a percheziționa proprietăți și înregistrări fără un mandat, consimțământ sau cunoștințe (deși, în general, este nevoie de un mandat sau consimțământ pentru a efectua percheziția). De la adoptarea acesteia, au fost introduse mai multe contestații legale împotriva Patriot Act, iar instanțele federale au decis că o serie de prevederi sunt neconstituționale.
Înainte de data în care legea trebuia să expire, a fost adoptată o prelungire cu patru ani, care a păstrat cea mai mare parte a legii intactă. În mai 2011, președintele Barack Obama a semnat PATRIOT Sunset Extensions Act din 2011, care a extins trei prevederi. Aceste prevederi au fost modificate și extinse până în 2019 prin USA Freedom Act, adoptată în 2015. În 2020, extinderea prevederilor nu a mai fost aprobată de Camera Reprezentanților și, ca atare, legea a expirat.

## Structura generală a legii
Această lege, o consecință directă a atacurilor din 11 septembrie 2001, a întărit foarte mult puterile diferitelor agenții guvernamentale din Statele Unite (FBI, CIA, NSA) și ale armatei americane. Era considerată o lege de urgență, dintre care anumite prevederi (șaisprezece în total) erau valabile doar patru ani. Sunt modificate, printre altele, legile privind imigrația, legile operațiunilor bancare, legea supravegherii informațiilor străine (FISA). Este creată o nouă categorie de infracțiuni de „terorism intern” (secțiunea 802). Această acuzație se aplică, de exemplu, la consultarea privată a documentelor care infirmă adevărul.
Părțile Patriot Act sunt următoarele:
- Partea I: Creșterea securității interne împotriva terorismului
- Partea II: Proceduri de supraveghere consolidată
- Partea III: Reducerea legilor internaționale privind spălarea banilor și finanțarea terorismului din 2001
- Partea IV: Protecția frontierelor
- Partea V: Înlăturarea obstacolelor în calea anchetei terorismului
- Partea VI: Asistență acordată victimelor terorismului, ofițerilor de securitate publică și familiilor
- Partea VII: Împărtășirea sporită a informațiilor pentru protecția infrastructurilor critice
- Partea VIII: Consolidarea legislației penale împotriva terorismului
- Partea IX: Îmbunătățirea servicilor de intelligence
- Partea X: Crearea sau modificarea unor legi miscelanee care nu se încadrează în nicio altă secțiune a USA PATRIOT Act (de exemplu: limitarea licențelor pentru transportul de materiale periculoase; modificarea unor legi despre spălarea de bani; modificarea definiției de „supraveghere electronică” pentru a exclude interceptarea comunicațiilor efectuate prin sau de pe un computer protejat unde proprietarul permite interceptarea sau este implicat în mod legal într-o investigație; autorizarea sumei de 5.000.000 de dolari pentru Drug Enforcement Administration (DEA) în scopul de a instrui poliția din Asia de Sud și de Est; etc)

Instanțele federale au declarat multe dintre prevederile legii neconstituționale. De exemplu, la 15 iunie 2005, Congresul a adoptat un amendament pentru a împiedica FBI și Departamentul de Justiție să folosească Patriot Act pentru a obține acces la fișierele cititorilor din bibliotecă și librărie .
Patriot Act a fost reînnoit cu două votații din partea Congresului în 2006 și 2011:
- Senatul a aprobat prelungirea legii la 2 martie 2006 cu 89 de voturi pentru și 10 împotrivă (plus 1 fără vot), iar apoi a fost urmat de Camera Reprezentanților la 7 martie 2006, cu 280 de voturi pentru și 138 împotrivă (14 fără vot) 2. Reînnoirea a fost apoi promulgată de președintele George W. Bush pe 9 martie 2006.
- În data de 26 mai 2011, cu câteva ore înainte de expirarea Patriot Act, programată pentru 27 mai 2011 la miezul nopții, legea a fost în final prelungită de Congres până în iunie 2015 după voturile favorabile și in extremis ale Senatului (72 de voturi pentru, 23 împotrivă), apoi Camera Reprezentanților (250 de voturi pentru, 153 împotrivă). Reînnoirea este apoi promulgată de președintele Barack Obama. Deoarece acesta din urmă se afla într-o călătorie în Europa, Casa Albă a recurs la utilizarea unui aparat de semnătură.

La 9 martie 2007, Departamentul de Justiție a dezvăluit un audit intern de cont care a constatat că FBI a folosit ilegal Patriot Act pentru a obține în secret informații personale despre cetățenii americani.